# Catapodium
Catapodium, deutsch Steifgras genannt, ist eine Pflanzengattung innerhalb der Familie der Süßgräser (Poaceae). Die etwa vier Arten sind fast weltweit verbreitet. In Europa kommt das Gewöhnliche Steifgras (Catapodium rigidum) vor.

## Beschreibung

### Vegetative Merkmale
Die Catapodium-Arten sind einjährige krautige Pflanzen, die Wuchshöhen von 2 bis 40 Zentimetern erreichen. Die selbständig aufrecht stehenden, knieförmig aufsteigenden oder liegenden Halme sind einfach oder nur wenig verzweigt.
Die wechselständig angeordneten Laubblätter sind in Blattscheide und Blattspreite gegliedert. Das Blatthäutchen ist als unbewimperte Membran ausgebildet.

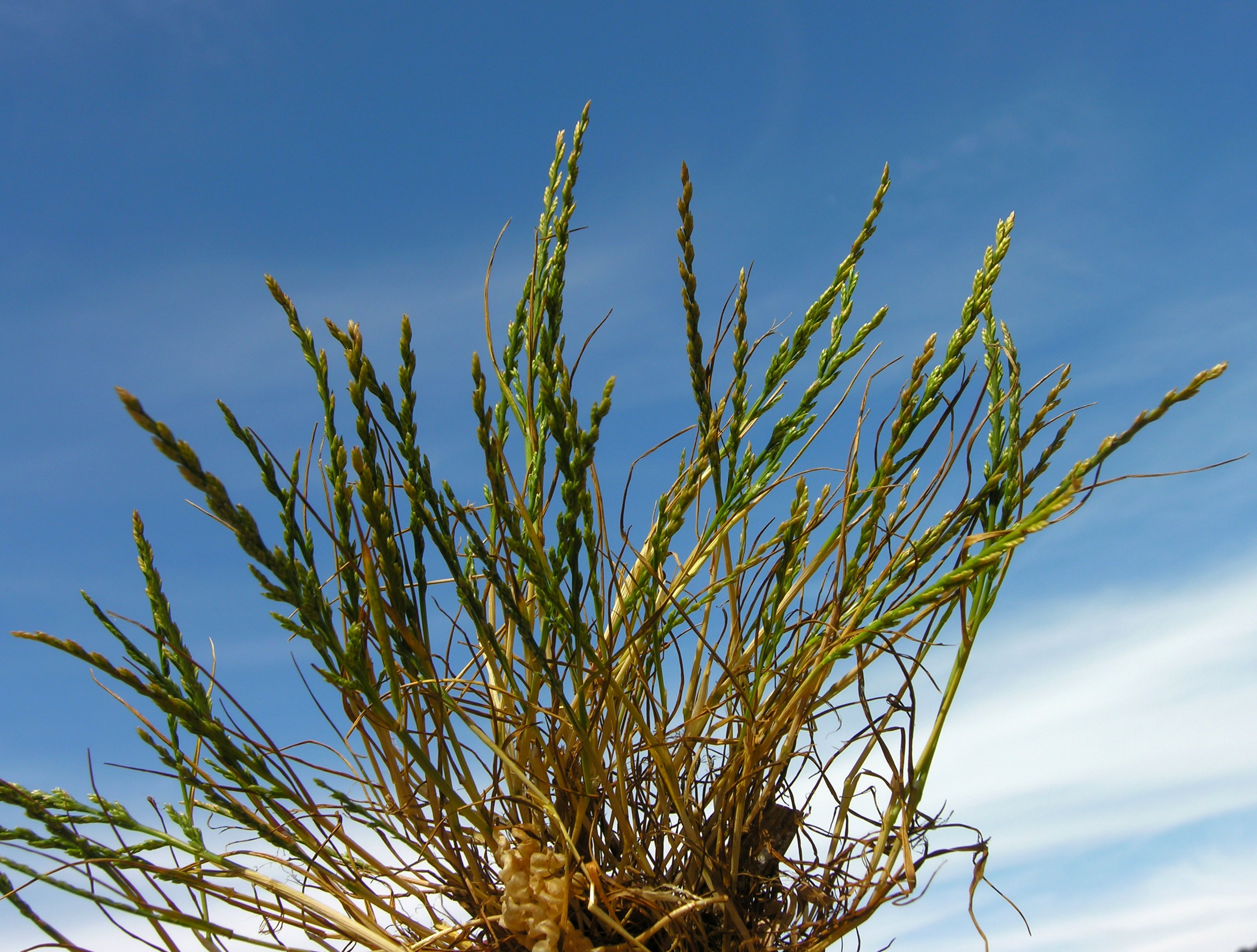
Niederliegendes Steifgras (Catapodium marinum)

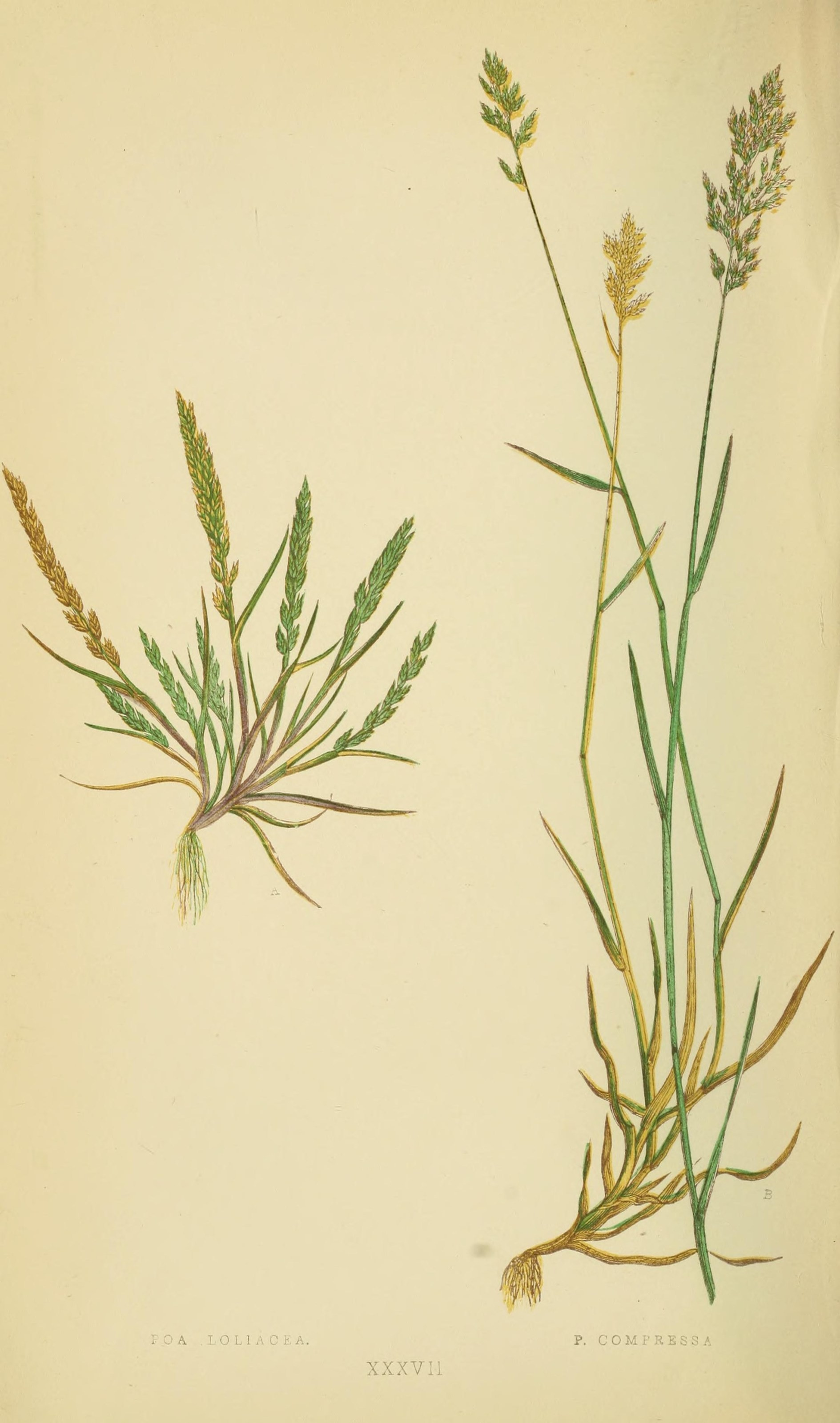
Illustration: Niederliegendes Steifgras (Catapodium marinum, links); rechts: Zusammengedrücktes Rispengras (Poa compressa)

### Generative Merkmale
Die Blütenstände sind Rispen oder zusammengesetzte Trauben. Die Ährchen sind angedrückt und stehen einzeln. Fruchtbare Ährchen sind bei zwei Arten sitzend und bei den anderen zwei länglich oder keilförmig gestielt. Sie tragen artabhängig zwei bis zwölf fruchtbare Blütchen und an der Spitze verkleinerte Blütchen. Die Ährchen sind länglich, keilförmig oder verkehrt eiförmig, seitlich zusammengedrückt und 4 bis 12 Millimeter lang. Die Ährchenachse ist kahl, bei einer Art fein behaart. Die Hüllspelzen sind kürzer als die Ährchen und bleibend. Die untere Hüllspelze ist lanzettlich oder linealisch, etwas kürzer bis gleich lang als die obere, derbhäutig, einfach gekielt oder ungekielt (jeweils zwei Arten) und zeigt artabhängig ein bis fünf Nerven. Die obere Hüllspelze ist lanzettlich, elliptisch oder eiförmig, spitz, kürzer oder etwa gleich lang wie die dazugehörige Deckspelze, derbhäutig, einfach gekielt oder ungekielt und zeigt drei oder sieben Nerven.
Die Deckspelze fruchtbarer Blütchen sind lanzettlich, elliptisch oder länglich, derbhäutig, gekielt oder ungekielt, ungeflügelt, fünfnervig, kahl oder rauhaarig. Die Vorspelze ist etwas kürzer bis etwa gleich lang wie die Deckspelze, zweinervig, kahl oder flaumig behaart. Je Blüte werden zwei Schwellkörper und drei Staubblätter gebildet. Der Fruchtknoten ist kahl.
Die Früchte sind ellipsoide oder konkav-konvexe Karyopsen. Der Embryo ist etwa ein Viertel so lang wie die Karyopse. Das Hilum ist punktförmig oder elliptisch.

## Systematik und Verbreitung
Die Gattung Catapodium wurde 1827 durch Heinrich Friedrich Link in Hortus Regius Botanicus Berolinensis descriptus Band 2, Seite 44 bis 45 aufgestellt. Synonyme für Catapodium sind Scleropoa Griseb. und Synaphe Dulac nom. superfl.
Die Gattung Catapodium zur Untertribus Parapholiinae aus der Tribus Poeae in der Unterfamilie Pooideae innerhalb der Familie Poaceae.
Zwei Arten kommen in Europa vor, Vertreter findet man in Afrika, Asien, Australien, Nord- und Südamerika.
Der Gattung Catapodium werden vier Arten zugerechnet:
- Catapodium demnatense (Murb.) Maire & Weiller: Die Heimat ist Marokko.[2]
- Catapodium mamoraeum (Maire) Maire & Weiller: Die Heimat ist Marokko.[2]
- Niederliegendes Steifgras[4] (Catapodium marinum (L.) C.E.Hubb., Syn.: Desmazeria marina (L.) Druce, Scleropoa loliacea (Huds.) Godr., Catapodium loliaceum (Hudson) Link, Desmazeria loliacea (Hudson) Nyman): Die Heimat ist Makaronesien und das Mittelmeerraum bis Westeuropa.[2] In Mitteleuropa kommt die Art in Belgien, in den Niederlanden (Scheldegebiet, Westfriesische Inseln) und in der Schweiz eingeschleppt am Genfer See vor.[4]
- Gewöhnliches Steifgras[5] (Catapodium rigidum (L.) C.E.Hubb., Syn.: Desmazeria rigida (L.) Tutin, Scleropoa rigida (L.) Griseb.): Die zwei Unterarten und eine Varietät kommen in Makaronesien und von Europa bis zum Iran und Dschibuti vor.[2]